# アートカミオン芸術伝 爆走音盤
『アートカミオン芸術伝 爆走音盤』（アートカミオンげいじゅつでん ばくそうおんばん）は、PlayStation専用ソフトウェア「～アートカミオン～芸術伝」の挿入歌を収録したサウンドトラックである。2000年2月21日にマーベラスエンターテインメントより発売された（販売元はバップ）。

## 解説
ゲーム内で使用された演歌等の挿入BGMを全17曲収録。歌唱は北岡ひろし・安藤ひろ子（現:縣ひろ子）・よりこ・宮沢理恵の4名が担当。
なお、現在は非常に入手が困難な商品となっている。

## 収録曲
☆は『真・爆走デコトラ伝説 〜天下統一頂上決戦〜』で再収録（リテイク・リメイクされた楽曲を含む）。走行BGMのコースはいずれもデフォルト設定のものである。
1. 天籟の道 - オープニングテーマ
  - 作曲:高木了慧
2. 男道☆ - 主題歌・東名高速道路走行BGM
  - 作詞:yoko / 作曲:河本泰治 / 編曲:後藤重満 / 歌:北岡ひろし
3. コップ酒☆ - 中国自動車道走行BGM
  - 作詞:yoko / 作曲:河本泰治 / 編曲:S.E.F.CoreSystem / 歌:北岡ひろし
4. なにわ女のひとりごと☆ - 名神高速道路走行BGM
  - 作詞:yoko / 作曲:河本泰治 / 編曲:後藤重満 / 歌:北岡ひろし
5. みきり花☆ - 関越自動車道走行BGM
  - 作詞:yoko / 作曲:河本泰治 / 編曲:後藤重満 / 歌:北岡ひろし
6. 風に吹かれて☆ - ボス戦走行BGM
  - 作詞:米澤正弘 / 作曲・編曲:匹田健二 / 歌:北岡ひろし
7. 微笑み返し☆ - 北陸自動車道走行BGM
  - 作詞:yoko / 作曲・編曲:河本泰治 / 歌:北岡ひろし・安藤ひろ子
8. 恋雪☆ - 東北自動車道走行BGM
  - 作詞:yoko / 作曲・編曲:河本泰治 / 歌:安藤ひろ子
9. 恋芝居☆ - 道央自動車道走行BGM
  - 作詞・作曲・編曲:後藤重満 / 歌:安藤ひろ子
10. マニキュア[1]☆ - 山陽自動車道走行BGM
  - 作詞:みなみひかる / 作曲・編曲:後藤重満 / 歌:安藤ひろ子
11. 男と女☆ - 中央自動車道走行BGM
  - 作詞・作曲・編曲:後藤重満 / 歌:安藤ひろ子
12. トラック慕情☆ - 九州自動車道走行BGM
  - 作詞・作曲・編曲:米澤正弘 / 歌:安藤ひろ子
13. 生命（いのち） - エンディングテーマ
  - 作詞・作曲・編曲:後藤重満 / 歌:北岡ひろし
14. 呼吸 - 2P対戦専用BGM
  - 作詞・作曲:木村ひさし / 編曲:木村ひさし・後藤重満 / 歌:よりこ
15. ホントのココロ - 2P対戦専用BGM
  - 作詞・作曲・編曲:後藤重満 / 歌:よりこ
16. ポインセチア - 2P対戦専用BGM
  - 作詞・作曲:小林浩士 / 編曲:小林浩士・匹田健二 / 歌:宮沢理恵
17. Will - 2P対戦専用BGM
  - 作詞・作曲・編曲:岩本守弘 / 歌:宮沢理恵